# インドネシア・マレーシアの言語訳聖書
インドネシア・マレーシアの言語訳聖書（インドネシア・マレーシアのげんごやくせいしょ、英語: Bible translations into the languages of Indonesia and Malaysia）はキリスト教聖書のインドネシアとマレーシアにおける様々な言語への翻訳を記す。

## インドネシアのおもな他の言語

### ジャワ語
Gottlob Brückner (1783–1857年)は1820年、ジャワ島東部のジャワ語に翻訳した。
- Brückner Bible: 1829年（Seramporeで印刷)
- Gericke Bible: 1848年
- Janz Bible: 1893年
- インドネシア聖書協会：1994年 (旧約・新約の口語訳)、2006年 (新約のジャワ語形式訳)

### スンダ語
J. Esserは1854年、「マタイによる福音書」をジャワ島西部のスンダ語に翻訳し、G.J. Grashuisは1886年に「ルカによる福音書」を翻訳して、1877年にはシエルク・コオルスマ（Sierk Coolsma）が新約聖書の翻訳を完成した。コオルスマはまた、新約聖書をアラビア文字のジャウィ文字を使って翻訳した。

## 中国語
インドネシア・マレーシア両国には中国系住民が大勢住んでおり、両国の聖書協会は中国語訳聖書も各種揃えている。イギリスのロバート・モリソンとウィリアム・ミルン（William Milne）による最初の中国語聖書『神天聖書』が1823年に出版されたが、ミルンの翻訳は彼が赴任中のマラッカで行われ、この聖書はマラッカで印刷された。

## 参照項目
- インドネシアの宗教
- マレーシアの宗教
- 聖書翻訳
- 言語別聖書の一覧